# Marcheprime
Marcheprime è un comune francese di 4 255 abitanti situato nel dipartimento della Gironda nella regione della Nuova Aquitania.

## Società

### Evoluzione demografica
Abitanti censiti